# Гейнзиус, Отто Фридрих Теодор

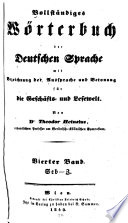

Отто Фридрих Теодор Гейнзиус (нем. Otto Friedrich Theodor Heinsius; 6 сентября 1770, Гёриц Ноймарк (Бранденбург) (ныне Чарнув (Любушское воеводство) Польша) — 19 мая 1849, Берлин) — немецкий языковед, лингвист, грамматик, лексикограф, педагог. Доктор философии. Почётный член Немецкого общества в Лейпциге.

## Биография
Родился 6 сентября 1770 года — сын суперинтендента, сопровождавшего короля Пруссии Фридриха Великого во время Семилетней войны.
В 1788—1790 годах учился в гимназии Иоахимсталь в Берлине. В 1790—1793 годах изучал богословие и филологию в университете Галле, где получил докторскую степень. С 3 февраля 1794 года преподавал в берлинской гимназии Фридриха Вильгельма. С 4 апреля 1801 года был преподавателем берлинской гимназии Grauen Kloster, а в 1845—1847 годах — её директором. Также, с 1803 года он был директором женской средней школы в Берлине.
Вместе с Фридрихом Людвигом Яном и Иоганном Августом Цойне в 1814 году основал Берлинское общество немецкого языка. Автор ряда словарей и учебников. Был членом масонской ложи «Pythagoras zum flammenden Stern».
В связи с 50-летием службы 3 февраля 1845 года был награждён орденом Красного Орла 3-й степени.
Умер в Берлине 19 мая 1849 года. Похоронен на кладбище Святых Марии и Николая в берлинском районе Пренцлауэр-Берг.

## Избранные труды
- «Инструкции по изучению немецкого языка, особенно для использования в школах и для самостоятельного обучения». 3-е исправленное изд. (Лейпциг, 1817),
- «Полный словарь немецкого языка с произношением и акцентом для деловых людей и читателей» (Вена, 1828—1830),
- «Deutsche Sprachlehre» (Лейпциг, 1835),
- «Teut, oder theoretisch-praktisches Lehrbuch der deutschen Sprachwissenschaft» (там же, 1807—1812),
- «Der Bardenhain» (Берлин, 1820),
- «Современная педагогика школы» (Берлин, 1844) и др.